# Bolbocerastes peninsularis
Bolbocerastes peninsularis là một loài bọ cánh cứng trong họ Geotrupidae. Loài này được Schaeffer miêu tả khoa học năm 1906.